# میتسوکو هوری
میتسوکو هوری (انگلیسی: Mitsuko Horie; ۸ مارس ۱۹۵۷ – ) بازیگر، صداپیشه، و خواننده اهل ژاپن بود. وی از سال ۱۹۶۹ میلادی تاکنون مشغول فعالیت بوده‌است.